# Gewinnbaum

Beispiel für den Aufbau eines Gewinnbaums mit Verdoppelung der Punkte pro Stufe

Ein Gewinnbaum ist ein Modell zur stufenweise Erhöhung eines Gewinns in Unterhaltungssendungen, insbesondere in Quiz- und Spielshows.
Dabei befindet sich auf der ersten Baumstufe zumeist der kleinste Gewinnwert, der sich mit Erreichen der nächsten Stufe erhöht, beispielsweise durch Verdoppelung oder Potenzierung. Bis hin zur letzten und somit höchsten Gewinnstufe nimmt der Preis, um den ein Kandidat spielt, in der Regel so um ein Vielfaches zu. Dabei geht eine höhere Stufe meist zwangsläufig mit einer Erschwerung der Frage- respektive Aufgabenstellung einher, sodass die höheren Gewinne der oberen Stufen seltener erreicht werden. Oft handelt es sich hierbei um direkt an die Gewinnstufe gekoppelte Geldgewinne; gelegentlich dient der Gewinnbaum auch der Punktevergabe, in deren Folge der Kandidat mit der höchsten Punktezahl („Sieger“) einen zuvor bereits fest definierten Preispool gewinnt, dessen Größe dann unabhängig von der erreichten Stufe im Baum ist.
Im deutschsprachigen Fernsehen finden und fanden sich eine Vielzahl von Sendungen, deren Konzept die Verwendung eines Gewinnbaums oder einzelner Gewinnstufen in oft auch sehr unterschiedlichen Formen einschließt, darunter:
Quizsendungen
- Wer wird Millionär? (RTL)
- 5 gegen Jauch (RTL)
- Wer wird Millionär? (TV3)
- Die Millionenshow (ORF)
- Das Quiz mit Jörg Pilawa (ARD)
- Kennen Sie Deutschland? (ARD)
- Quizduell (ARD)
- Die Pyramide (ZDF)
- Da kommst Du nie drauf! (ZDF)
- Das Berlin Quiz (SFB)

Spielshows
- Die perfekte Minute (Sat. 1)
- Schlag den Raab (ProSieben)
- Schlag den Star (ProSieben)
- Elton zockt (ProSieben)
- Joko & Klaas gegen ProSieben (ProSieben) Anm.
- Renn zur Million … wenn Du kannst! (ProSieben)
- Die Liveshow bei dir zuhause (ProSieben)
- Der Schwächste fliegt (RTL)
- Pronto Salvatore (RTL)
- Puls limit: Jeder Herzschlag zählt (VOX)